# Dante va alla guerra
Dante va alla guerra è un film del 2018 diretto da Roberto Albanesi.

## Trama
Il giovane Dante conduce una vita senza nessun obiettivo. Quando incontrerà Faga la sua vita cambierà radicalmente portandolo a vivere delle esperienze assurde.

## Distribuzione
Il film è stato distribuito in Italia nel 2018 nei formati DVD e Blu-Ray, dopo un'anteprima nazionale avvenuta il 5 ottobre

## Accoglienza

### Critica
Il lungometraggio ha ricevuto una recensione positiva.